# Terremoto di Damghan dell'856
Il terremoto di Damghan dell'856 è stato un evento sismico verificatosi il 22 dicembre 856 nei pressi di Damghan, in Iran. Il sisma ebbe un'intensità di 7,9 Ms, e produsse danni entro un raggio di 350 km dall'epicentro. Il numero approssimativo delle vittime è stato stimato attorno ai 200.000 morti, ed è secondo lo United States Geological Survey il sesto terremoto per numero di vittime della storia.